# František Josef Pubička
František Josef Pubička (též Pubitschka, 19. srpna 1722 Chomutov – 5. června 1807 Praha) byl historik a jezuita německého původu, žijící v Čechách.

## Život

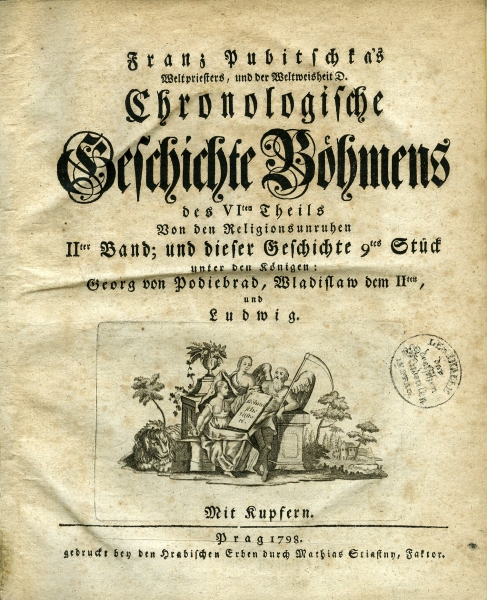
Titulní strana Chronologische geschichte Böhmens

Narodil se v měšťanské německojazyčné rodině. Vystudoval nižší školu a později gymnázium v Chomutově (1732/1733–1738/1739). V sedmnácti letech vstoupil 9. října 1739 do jezuitského řádu, absolvoval noviciát v Brně (1739–1741), 23. srpna 1741 obdržel prima tonsura v kostele Panny Marie Sněžné v Olomouci a 9. října 1741 složil první sliby.
Studoval na olomoucké univerzitě filozofii (1742–1745) a na pražské univerzitě teologii (1749–1752). Mezitím v letech 1745–1749 vyučoval v souladu se zvyklostmi v Tovaryšstvu na řádové škole v Jihlavě. Na kněze byl vysvěcen pražským světícím biskupem Antonínem Vokounem 18. září 1751. Rok 1753 strávil v Jičíně v terciátu. O rok později učil na řádové škole v Opavě a 1755 působil na Malé Straně v Praze jako exhortátor a učitel klasické řečtiny, kterou miloval. Doktorát filosofie získal na olomoucké univerzitě 3. listopadu 1755. V letech 1756–1758 vyučoval na řádové škole v Olomouci. Poslední řádové sliby složil 2. února 1757. V letech 1759–1761 se stal v Březnici učitelem tzv. opakovacích tříd (repetitio humaniorum), historikem koleje (historicus domus) a vedl tam i malou mariánskou družinu. V letech 1762–1765 působil v klatovské koleji, opět jako učitel opakovacích tříd a dějepisec koleje i knihovník. Roku 1766 byl školním prefektem v Jičíně bez povinnosti učit.
Jako učitel olomouckého gymnázia vydal několik teologických prací. Přibližně v té době se Pubička začal vážněji zajímat o dějepis a plně se věnovat historii. Roku 1767 jej jezuitský řád jmenoval historiografem provincie a přesídlil do pražského Klementina, sídla vedení české řádové provincie. Se svými úkoly ale nebyl spokojen, protože chtěl pracovat na dějinách Čech. Až do konce života žil v Praze a pracoval na svém díle podpořeném českými stavy. Děkanem filozofické fakulty pražské univerzity byl roku 1796.
Stýkal se mnoha osobnostmi tehdejšího intelektuálního života Čech, např. s Michaelem Krammerem (1726–1778), Karlem Josefem Bienerem z Bienenberka, svým žákem Leopoldem Šeršníkem, Ignácem Cornovou, pro kterého byl Pubička nejoblíbenějším učitelem. Jeho podporovatelem byl i kníže Josef Alexander Jabłonowski (1711–1777). Mezi nejznámější intelektuální odpůrce pak náležel Gelasius Dobner.

## Dílo
František Pubička byl prvním autorem z českých zemí, který se podrobně zabýval dějinami Čech od raného středověku do roku 1618, resp. 1630 (přes 5360 stran kvartového formátu). Jedná se o výsledek usilovné práce v letech přibližně 1765 až 1805. Dílo psal záměrně latinsky, avšak na přání české šlechty bylo překládáno a vydáváno německy. Svou soukromou korespondenci psal latinsky, ale též německy. Kromě latiny, klasické řečtiny a němčiny uměl trochu italsky a asi i česky.
Vyjma prvního dílu (1770), který údajně překládal Johann Christoph Adelung, byl německý jazyk díla nevalné kvality. Pubičkova práce byla kritizována historiky 19. století, často pod vlivem Františka Palackého, který byl českými stavy jmenován Pubičkovým nástupcem na pozici stavovského historiografa Čech. Ve 20. století bylo Pubičkovo dílo i jeho osoba téměř zapomenuty. Historici (např. C. von Höfler nebo B. Dudík) z něj mnohé informace a podrobnosti mlčky přebírali, ale necitovali jej. Dílo bylo na úrovni historiografie v českých zemích šedesátých a sedmdesátých let 18. století, ale postupem doby, ještě za autorova života, metodologicky zastaralo. Nikdy nebylo psáno pro běžné měšťanské čtenáře, nýbrž pro vzdělance konce 18. století. Tomu odpovídá celý styl práce jdoucí do nesmírných podrobností i často zdlouhavá argumentace pro a proti ohledně někdy i marginálních problémů. Dílo bylo na začátku 19. století rozváženo různým úředníkům ve městech i na panstvích, nicméně mnoho zájmu u nich nevzbudilo a z výše uvedených důvodů ani nemohlo.

### Hlavní dílo
Chronologische Geschichte Böhmens unter den Slaven, 10 sv. [6 dílů, 7. díl nedokončen, 32 archů], Prag: Franz August Höchenberger – Johann Karl Hraba – Anton Strasiripka – Johann Herrl 1770–1805 (první díl je vlastně překladem dříve vydané knihy Series chronologica rerum Slavo-Bohemicarum ab ipso inde Slavorum in Bohemiam adventu usque ad haec nostra tempora, quoad quidem seu per monumentorum ms. seu scriptorum aliorum praesidia licuit, producta, animadversionibus etiam nonnullis suis locis illustrata, Pragae: typ. in collegio Societatis Jesu 1768 [312 s.], resp. Series chronologica rerum Slavo-Bohemicarum ab ipso inde Slavorum in Bohemiam adventu usque ad anno Christi 480 usque ad annum 874, Viennae: Leopold Johann Kaliwoda 1769 [XV + 395 s.]).

### Další spisy
- De antiquissimis sedibus Slavorum, Lipsiae 1771
- De Venedis, Vinidis seu Winidis, itemque de Enetis, Henetis seu Venetis veteribus, Olomucii: J. Hirnliana 1772 (66 s.)
- Dissertatio de Venedis, et Antis eorumque sedibus antiquissimis, in: Acta Societatis Jablonovianae de Slavis, Venedis, Antis, Vilzis et Sorabis, aliquid de Vandalis et Henetis 2 (1773), s. 3-52
- Untersuchung, ob die Verfasser der Prager gelehrte Nachrichten in ihren Wochenblättern Wissenschaft, Redlichkeit und Sittsamkeit geäussert haben?, Prag 1773 [jako místo vydání záměrně uvedeno Berlin, autor je zde pod pseudonymem Joseph Thim]
- Unus ne, an duo Ecclesiae Metropolitanae Pragensis Canonici Ioannes de Pomuk nomine, Wenceslai IV. Bohemiae Regis iussu, de ponte Pragensi in subiectum Moldavae fluvium proturbati fuere? (Quastio pertractata a Francisco Pubitschka, Presb. Eccl.), Pragae: [Johann Karl] Hraba s.a. [1790] (VIII + 127 s.)
- Ehrenrettung des heiligen Johann von Pomuk oder Nepomuk wider zwey Gattungen neuer Skribenten: von welchen die ersten diesen heil. Blutzeugen mit dem erzbischöflichen Wikar Johann von Pomuk vermenget, die zweyten ihm sogar seinen Martertod und seine Heiligkeit abzusprechen gewaget haben, Prag: Buchdruckerey durch Johann Diesbach 1791 (91 s.)
- Gloriosus A Christiana Religione Sanctus Franciscus Salesius, Gloriosa A Sancto Salesio Religio Christiana. Oratio Gratulatoria In Templo Salvatoris Vetero-
- Pragae RR. PP. Ordinis Minimorum S. Francisci de Paula. Annô M.D.CC.L.II. Mense Januarii Die 29, Pragae: Typis Universitatis Carolo-Ferdinand. in Colleg. S.
- Oratio de S. Ioanne Evangelista, Olomucii 1756
- Oratio de S. Ioanne Evangelista, Olomucii 1758 (spis není totožný s předchozím)
- Oratio de S. Catharina, Olomucii 1757